# Olga Jegorovová
Olga Nikolajevna Jegorovová (rusky Ольга Николаевна Егорова; * 28. března 1972 Novočeboksarsk, Čuvašsko) je bývalá ruská atletka, běžkyně, která se věnovala středním (1500 m, 3000 m) a dlouhým (5000 m) tratím.

## Kariéra
První mezinárodní úspěchy vybojovala coby reprezentantka Sovětského svazu v roce 1989 na juniorském mistrovství Evropy ve Varaždínu, kde získala bronzovou medaili v běhu na 1500 metrů. O dva roky později podobně uspěla také na MEJ v Soluni. V roce 1997 doběhla na halovém MS v Paříži ve finále běhu na 3000 metrů na 6. místě. Obdobně skončila rovněž na halovém MS 1999 v Maebaši i na halovém ME v Gentu.

### Sezóna 2001
V roce 2001 se stala v Lisabonu halovou mistryní světa v běhu na 3000 metrů, když si ve finále vytvořila časem 8:37,48 nový osobní rekord. V červnu téhož roku měla na mítinku Zlaté ligy v Paříži pozitivní dopingový test na EPO (erythropoetin). Při kontrole ji však nebyl odebrán vzorek krve ale jen vzorek moči. Jegorovová se tak mohla zúčastnit světového šampionátu v kanadském Edmontonu, když ji mezinárodní atletická federace (IAAF) pustila na start. Tato zpráva vyvolala velký odpor veřejnosti i atletů. Rumunská běžkyně Gabriela Szabóová hrozila, že proti Rusce nenastoupí a britské běžkyně Paula Radcliffeová a Halley Tullettová na tribuně rozvinuly transparent s nápisem „EPO podvodnice ven“. Jegorovová se následně stala mistryní světa v běhu na 5000 metrů, když trať zaběhla v čase 15:03,39. Stříbro získala Marta Domínguezová, která byla o více než tři sekundy pomalejší.

### Ostatní úspěchy
V roce 2002 na evropském šampionátu v Mnichově skončila těsně pod stupni vítězů, na 4. místě (5000 m). Nejrychlejší naopak byla na světovém poháru v Madridu, kde 5 km na dráze zaběhla v čase 15:18,15. Od roku 2004 se začíná více specializovat na patnáctistovku. Ve stejném roce podruhé v kariéře reprezentovala na letních olympijských hrách. V dějišti her, v řeckých Athénách skončila ve finále běhu na 1500 metrů na 11. místě. Na předchozích olympijských hrách v Sydney v roce 2000 obsadila 8. místo v běhu na 5000 metrů.
V roce 2005 se stala v Helsinkách vicemistryní světa v běhu na 1500 metrů. Původně doběhla jako třetí, avšak její krajanka Julija Čiženková byla ze stříbrné pozice diskvalifikována za nedovolené strkání v průběhu závodu. Mistryní světa se stala další Ruska Taťjana Tomašovová.
Všechny její výsledky, kterých dosáhla od 7. dubna 2007 však byly později anulovány.

### Manipulace se vzorky
Za údajnou manipulaci s dopingovými vzorky (moč), které byly Jegorovové a dalším šesti ruským atletkám (Taťjana Tomašovová, Jelena Sobolevová, Julija Fomenková, Světlana Čerkasovová, Darja Piščalnikovová a Gulfija Chanafejevová) odebrány na jaře roku 2007 dostala Jegorovová dvouletý zákaz startů, který začal platit 31. července 2008. Jejich trest byl později prodloužen o dalších devět měsíců a vypršel 30. dubna 2011.